# كينيث فرامبتون
كينيث فرامبتون - Kenneth Frampton- (من مواليد 1930، المملكة المتحدة)، مهندس بريطاني، وناقد، ومؤرخ وأستاذ في كلية الهندسة المعمارية والتخطيط والحفاظ في جامعة كولومبيا، نيويورك.